# Équipe cycliste masculine Lidl-Trek
Cet article concerne l'équipe masculine. Pour l'équipe féminine, voir Équipe cycliste féminine Lidl-Trek.
L'équipe cycliste Lidl-Trek est une équipe cycliste américaine de cyclisme sur route, créée en 2011. Elle courait sous licence luxembourgeoise de ses débuts jusqu'en 2013 inclus.
L'équipe est initialement emmenée par les frères Andy et Fränk Schleck et Fabian Cancellara, avec Brian Nygaard et Kim Andersen en tant que manager et fondateur de l'équipe. Créée en 2011 sous le nom de Team Leopard-Trek, elle est sponsorisée depuis 2014 par Trek, sponsor et fournisseur de l'équipe depuis sa création.
Sous ses divers sponsors, l'équipe a notamment remporté le Tour d'Espagne 2013 grâce à Christopher Horner, le Tour de Lombardie en 2011 (Oliver Zaugg) et 2019 (Bauke Mollema), Paris-Roubaix en 2013 et les Tours des Flandres 2013 et 2014 avec Fabian Cancellara, ainsi que Milan-San Remo en 2021 (Jasper Stuyven).

## Histoire de l'équipe

### Fin 2010: Création de l'équipe

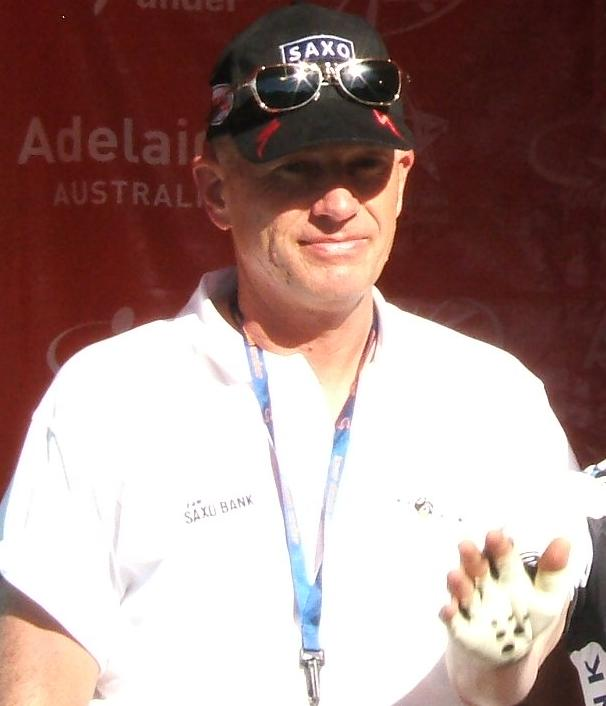
Kim Andersen en 2009.

À la fin de la saison 2010, les frères Schleck sont en fin de contrat avec l'équipe danoise Team Saxo Bank, gérée par Bjarne Riis. Ils décident de créer leur propre équipe en compagnie de Brian Nygaard et de Kim Andersen, eux aussi dans le staff de la Team Saxo Bank et ont pour ambition d'obtenir une licence ProTour pour leur structure. Afin d'y parvenir, ils recrutent plusieurs coureurs venant des plus grandes équipes, notamment Daniele Bennati (Liquigas-Doimo), Jakob Fuglsang (Team Saxo Bank), Linus Gerdemann et Fabian Wegmann (Team Milram), le champion du monde du contre-la-montre Fabian Cancellara (Team Saxo Bank) mais aussi le Belge Maxime Monfort (Team Columbia-HTC).
Le 1er septembre, la société de vélos Trek annonce qu'elle fournira l'équipe luxembourgeoise encore anonyme tandis que Craft habillera les coureurs pour l'entraînement et la compétition et ce pour les trois prochaines années. Shimano équipera les vélos Trek avec le groupe électronique Shimano Dura-Ace Di2 pour 4 saisons.
C'est la société Leopard implantée à Howald, au Luxembourg, qui est annoncée comme la propriétaire de la licence de l'équipe mais il est rapidement démenti qu'elle prêtera son nom à l'équipe cycliste. L'équipe cycliste Differdange fera office d'équipe réserve de celle des Schleck, qui contiendra essentiellement de jeunes coureurs luxembourgeois.
Le 23 novembre, l'équipe obtient sans surprise une licence ProTour sur base d'un contrat portant jusqu'en 2014.

### 2011: Première saison
L'équipe participe à sa première course à partir du 18 janvier en Australie au Tour Down Under. Après un début de saison encourageant grâce notamment au sprinteur italien Daniele Bennati auteur de nombreuses places d'honneur sur les Tours du Qatar et d'Oman entre autres, l'équipe remporte sa première victoire sur Le Samyn début mars grâce à l'Allemand Dominic Klemme. L'équipe participe ensuite à la première course majeure de la saison, Paris-Nice, avec Fränk Schleck et Maxime Monfort comme leaders et une place dans les dix premiers du classement général comme objectif. Le Belge remplit l'objectif de l'équipe en terminant 10e du classement général à 2 min 26 s de l'Allemand Tony Martin. Lors de Tirreno-Adriatico, Fabian Cancellara gagne la septième étape qui était un contre-la-montre et remporte la première victoire de l'équipe sur le World Tour. Il obtient également le premier podium de l'équipe sur une grande classique en terminant deuxième de Milan-San Remo quatre jours plus tard derrière Matthew Goss. Fin mars, le Luxembourgeois Fränk Schleck remporte la 1re étape et le classement général du Critérium international en Corse.

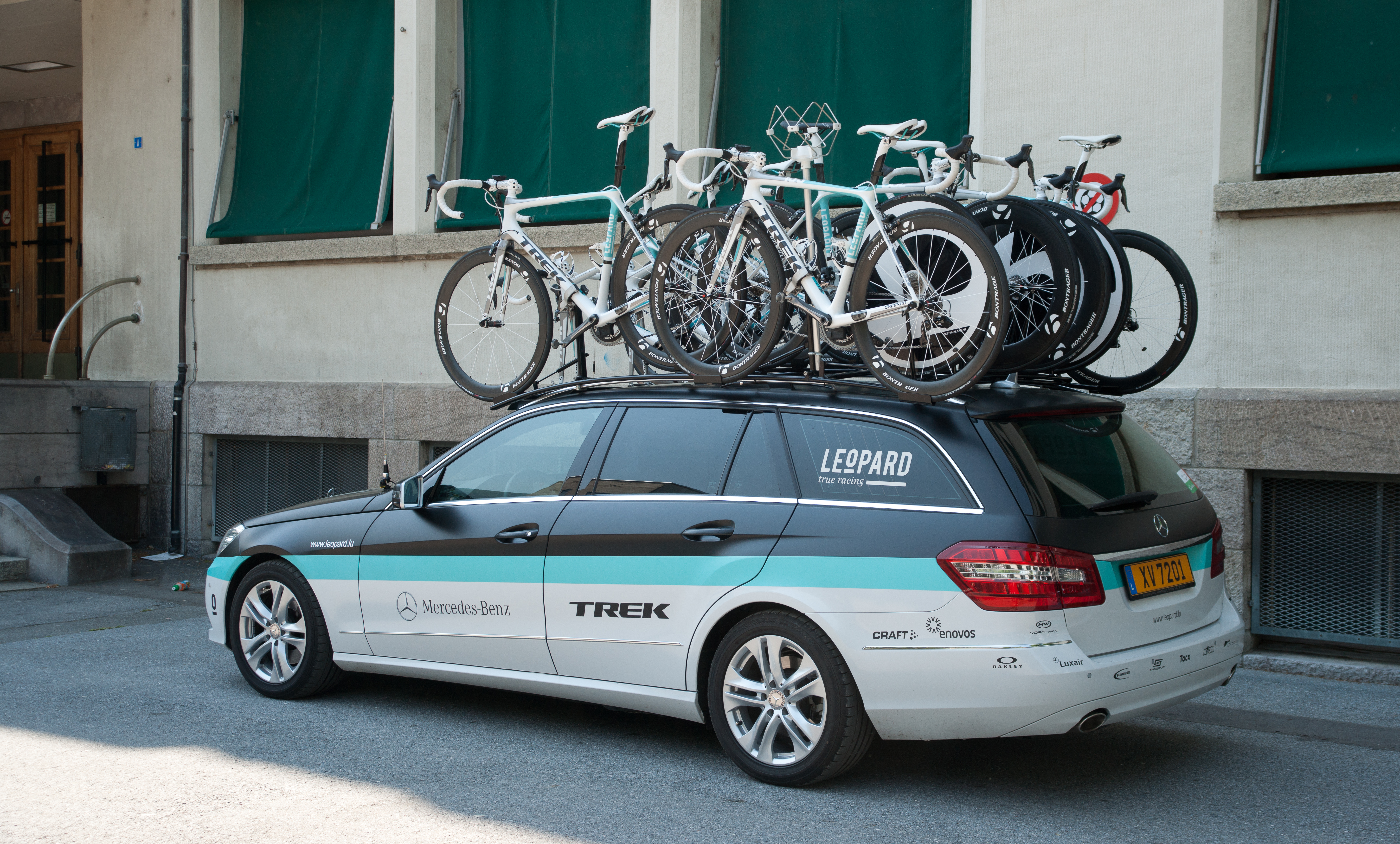
Une voiture de l'équipe au prologue du Tour de Romandie 2011.

L'équipe commence bien la campagne des classiques flandriennes avec une victoire du Suisse Fabian Cancellara au Grand Prix E3 en Belgique malgré des problèmes mécaniques durant la fin de course (deux crevaisons puis un blocage de dérailleur). Le lendemain, Daniele Bennati finit 2e de la classique belge Gand-Wevelgem. Elle prend part ensuite aux deux classiques majeures du début du mois d'avril avec Fabian Cancellara comme archi-favori pour ces courses. Le Suisse finit 3e du Tour des Flandres battu au sprint par Nick Nuyens et Sylvain Chavanel et 2e de Paris-Roubaix en réglant un petit groupe 19 s derrière le vainqueur Johan Vansummeren. Il devient à cette occasion leader de l'UCI World Tour. La deuxième partie des classiques printanières avec les ardennaises commence avec l'Amstel Gold Race où l'équipe possède plusieurs coureurs pour la victoire (Cancellera, Fränk et Andy Schleck, Wegmann et Monfort). Le Luxembourgeois Andy Schleck attaque dans le final de la classique néerlandaise mais est repris dans la montée finale du Cauberg. Jakob Fuglsang finit quatrième de la course. Lors de la deuxième classique, la Flèche wallonne, l'équipe roule derrière l'échappée matinale pour placer ses leaders sur orbite mais Fränk Schleck termine 7e en haut du Mur de Huy. Lors de la dernière classique, Liège-Bastogne-Liège, les frères Schleck provoquent la sélection dans la côte de la Roche-aux-faucons et s'isolent avec le belge Philippe Gilbert. Ils attaquent à tour de rôle dans la côte de Saint-Nicolas mais sans succès. Ils sont battus au sprint par Gilbert, Fränk finit 2e devant son frère Andy. À cette occasion, l'équipe prend la tête au classement de l'UCI World Tour.

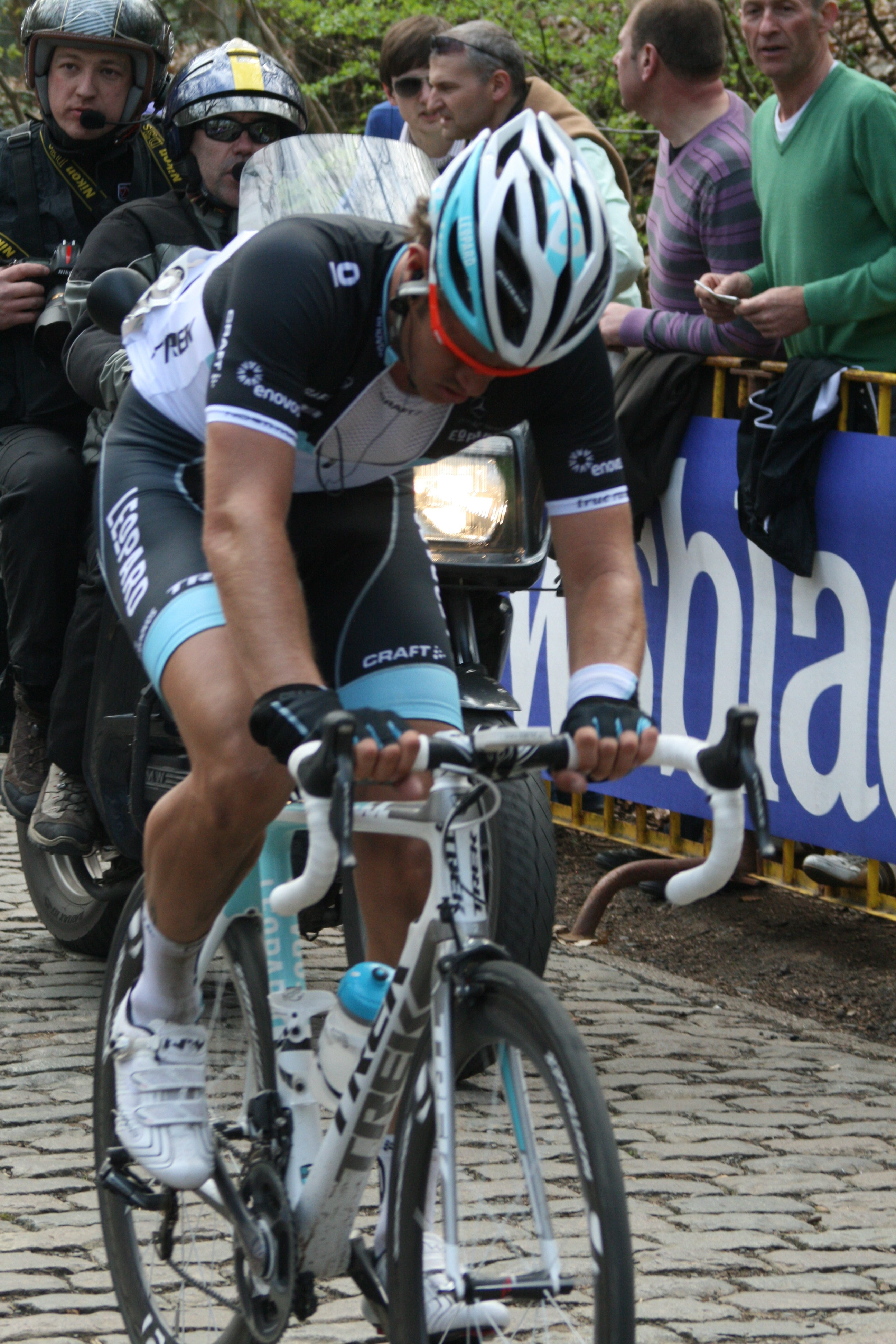
Wouter Weylandt décède lors de la 3e étape du Tour d'Italie.

La période des classiques printanières terminée, le Team Leopard-Trek commence la période des courses par étapes avec le Tour de Romandie que l'Allemand Linus Gerdemann termine 11e. L'équipe participe ensuite au premier Grand Tour de la saison, le Tour d'Italie avec une équipe sans grand leader et vise une victoire d'étape. Malheureusement, le 9 mai 2011, lors de la 3e étape, le sprinteur belge Wouter Weylandt chute très lourdement dans la descente du Passo del Bocco, sa pédale ayant accroché le pavé sur le bord de la route, et meurt des suites de ses blessures. Le lendemain, la 4e étape est neutralisée et les huit coureurs de l'équipe passent en tête la ligne d'arrivée à Livorno. Ils ne continuent pas la course et annoncent qu'ils se retirent avant le départ de la 5e étape.
L'équipe participe alors au Tour de Californie. Andy Schleck commence sa préparation pour le Tour de France et termine notamment second de la quatrième étape derrière l'Américain Christopher Horner. Le Luxembourgeois termine huitième du classement général final. Le jeune sprinteur néo-pro italien Giacomo Nizzolo remporte sa première victoire professionnelle à l'occasion de la 5e étape du Tour de Bavière. Le Team Leopard-Trek participe ensuite à son tour national avec entre autres Fränk Schleck, Jakob Fuglsang et Maxime Monfort. Le Suisse Fabian Cancellara remporte le prologue devant le Français Damien Gaudin. Deux jours plus tard, l'Allemand Linus Gerdemann remporte la 2e étape en solitaire et prend la tête du classement général qu'il remporte au terme de la 4e étape à Luxembourg. Sur le Tour de Suisse, Fabian Cancellara remporte le prologue puis le contre-la-montre final à Schaffhouse. Au classement final, l'équipe place trois coureurs dans le top 10 (Jakob Fuglsang 4e, Fränk Schleck 7e et Maxime Monfort 10e), tandis qu'Andy Schleck remporte le classement de la montagne et l'équipe le classement par équipes.
Le 23 juin, Leopard-Trek annonce l'équipe complète qui participera au Tour de France. On retrouve Fränk et Andy Schleck, Fabian Cancellara, Jakob Fuglsang, Stuart O'Grady, Maxime Monfort, Linus Gerdemann, Jens Voigt et Joost Posthuma. Lors des championnats nationaux disputés une semaine avant le départ du Tour de France, le Team Leopard-trek remporte trois titres en Suisse (Fabian Cancellara), en Allemagne (Robert Wagner) et au Luxembourg (Fränk Schleck).
Sur le Tour de France, Andy Schleck remporte la 18e étape en solitaire au col du Galibier, après 60 kilomètres d'échappée. Il s'empare du maillot jaune le lendemain à l'Alpe d'Huez, puis le cède à Cadel Evans à l'issue de l'avant-dernière étape, disputée en contre-la-montre à Grenoble. Evans remporte le Tour avec 1 minute et 34 secondes d'avance sur Andy Schleck, et 2 min 30 s sur Fränk Schleck. À cette occasion, l'équipe prend la tête au classement de l'UCI World Tour.
Entre le Tour de France et le Tour d'Espagne, l'équipe remporte trois victoires d'étapes avec Daniele Bennati sur le Tour d'Autriche et le Tour de Wallonie et Jakob Fuglsang sur le Tour du Danemark. Le jeune Italien Giacomo Nizzolo termine cinquième du Grand Prix de Plouay fin août.
Sur le troisième grand tour de la saison, la Vuelta, l'équipe commence par remporter le contre-la-montre par équipe inaugural permettant ainsi au Danois Jakob Fuglsang de revêtir le maillot rouge de leader. Le lendemain, Daniele Bennati prend les rênes du classement général mais le cède lors de la 3e étape. L'italien remporte la 20e étape au sprint devant ses compatriotes Enrico Gasparotto (Astana) et Damiano Caruso (Liquigas-Cannondale). Au classement général final, Maxime Monfort se place sixième du classement général et Jakob Fuglsang onzième. L'équipe termine également deuxième au classement par équipes.
Le 5 septembre l'équipe annonce une fusion avec l'équipe américaine Team RadioShack et sera sponsorisée pour l'année 2012 par les sponsors de cette équipe. Avec cette fusion, Johan Bruyneel devient manager général et Brian Nygaard quitte le projet et rejoint l'équipe GreenEDGE.
La saison se termine avec deux victoires en octobre, celle du stagiaire allemand Rüdiger Selig et surtout celle du Suisse Oliver Zaugg sur la dernière classique de la saison, le Tour de Lombardie. Il l'emporte en attaquant dans la dernière ascension du jour et n'est plus rejoint par ses poursuivants Daniel Martin (Garmin-Cervélo, 2e) et Joaquim Rodríguez (Katusha, 3e).
Pour la saison 2012, une équipe continentale est mise en place pour permettre à des jeunes coureurs (luxembourgeois ou non) de progresser et passer au niveau supérieur. Elle est nommée Leopard-Trek Continental avec notamment dans ses rangs le Luxembourgeois Bob Jungels, le plus grand espoir cycliste du Grand-Duché.

### 2012: Fusion avec RadioShack
En 2012, l'équipe Leopard-Trek fusionne avec la RadioShack. RadioShack, Nissan et Trek sont les trois principaux sponsors, seuls les deux premiers apparaissent dans le titre pour des raisons administratives. L'équipementier reste donc Trek (qui est aussi ancien fournisseur de l'équipe RadioShack).
Pour la première course World Tour de la saison, RadioShack y envoie Daniele Bennati pour les sprints et Tiago Machado, notamment, pour le classement général. Daniele Bennati va d'ailleurs réussir à se classer plusieurs fois lors des sprints massifs mais sans réussir à aller chercher une victoire. Tiago Machado va se classer 3e lors de la 5e étape à 2 secondes du vainqueur, Alejandro Valverde. Grâce à ce résultat, Tiago Machado prend la troisième place au classement général qu'il conservera jusqu'à la fin de l'épreuve.
Au mois de février, l'équipe se rend au Moyen-Orient pour le Tour du Qatar et le Tour d'Oman. Sur le Tour du Qatar, lors de la quatrième étape, Fabian Cancellara provoque l'explosion du peloton et termine ainsi 3e de celle-ci. Au classement général, le Suisse termine au 7e rang. Lors du Tour d'Oman, c'est le jeune Français de l'équipe, Tony Gallopin, qui donne le rythme. Souvent classé dans le top 10, Tony Gallopin n'ira pas chercher de victoire mais sort d'Oman avec une 3e place au classement général et le maillot de meilleur jeune sur les épaules. De retour en Europe, RadioShack s'aligne sur le Tour de l'Algarve. Sur les pentes de l'Alto de Malhão, Tiago Machado va prendre la deuxième place à 8 secondes de Richie Porte, le vainqueur du jour. Lors de la dernière étape, c'est un contre-la-montre d'environ 26 kilomètres qui attend les coureurs. Tiago Machado est alors deuxième au classement général mais à l'issue de cette dernière étape il est rétrogradé au 7e rang alors qu'un des spécialistes du contre-la-montre de l'équipe, Jesse Sergent, prend la 4e place de l'étape à 14 secondes de Bradley Wiggins. Une autre partie de l'équipe est envoyée en Espagne sur le Tour d'Andalousie. L'étape d'ouverture est un prologue de 6 kilomètres remporté par Patrick Gretsch devant Markel Irizar, le tenant du titre. Lors de l'étape-reine de ce Tour d'Andalousie, Fränk Schleck se classe 4e à 10 secondes d'Alejandro Valverde. RadioShack place trois coureurs dans le top 10 à savoir : Fränk Schleck, Haimar Zubeldia et Maxime Monfort respectivement 7e, 8e et 9e du classement général. Des résultats qui leur permettent de remporter le classement par équipe.
Lors des Strade Bianche, Fabian Cancellara ira chercher le premier succès de l'équipe avec brio en s'imposant devant Maxim Iglinskiy, futur vainqueur de Liège-Bastogne-Liège. Vient ensuite Paris-Nice où RadioShack aligne notamment Andreas Klöden, Andy et Fränk Schleck. Après quelques jours de course, l'équipe RadioShack et une partie du peloton sont décimées par la gastro-entérite. Andy Schleck abandonne, s'ensuivent Jan Bakelants et Joost Posthuma. Malgré cela, Jens Voigt passe très proche d'une victoire. Alors qu'il arrive accompagné de Luis León Sánchez, l'Espagnol le règle au sprint lors de la 6e étape. Maxime Monfort quant à lui, termine à la 7e place du classement général. Parallèlement se déroule Tirreno-Adriatico. Christopher Horner prend le maillot de leader lors de la 4e étape remportée par Peter Sagan. Le lendemain sur l'étape-reine, le coureur américain ira chercher la 3e place de l'étape derrière Vincenzo Nibali et Roman Kreuziger. Christopher Horner conserve son maillot de leader jusqu'à la dernière étape : un contre-la-montre de 9,3 kilomètres. Étape remportée par Fabian Cancellara qui offre d'ailleurs, la première victoire en World Tour pour l'équipe luxembourgeoise alors que Daniele Bennati termine 2e. Mais le duel entre Vincenzo Nibali et Christopher Horner est lancé. Finalement, l'Italien en sortira vainqueur et Christopher Horner termine ce Tirreno-Adriatico à la 2e place au classement général. Vient ensuite l'une des classiques les plus attendues : Milan-San Remo. Au sommet de la dernière difficulté du jour, le Poggio, c'est un groupe de trois coureurs qui passent en tête avec Vincenzo Nibali, Simon Gerrans et Fabian Cancellara. Le coureur suisse assure le travail jusqu'à l'arrivée mais dans les derniers mètres il se fait déborder par le champion d'Australie, Simon Gerrans. Fabian Cancellara termine deuxième, comme en 2011, de Milan-San Remo. Deux jours plus tard, l'équipe est présente sur le Tour de Catalogne. Malgré la présence de grands noms tels qu'Andy Schleck ou encore Jakob Fuglsang, l'équipe RadioShack sortira bredouille de cette épreuve espagnole. Lors du Critérium international, RadioShack aligne le tenant du titre Fränk Schleck avec à ses côtés Maxime Monfort, entre autres. Lors de la 2e étape, un court contre-la-montre, Maxime Monfort termine à la 5e place et se classe 4e du classement général provisoire. Finalement, le Belge Maxime Monfort a terminé à la 6e place au classement général. Le jour même, Daniele Bennati terminait 6e d'un Gand-Wevelgem remporté par Tom Boonen, au sprint.
Le 12 octobre 2012, l'équipe annonce le départ de son manager Johan Bruyneel à la suite de l'affaire de dopage dénoncé par l'USADA à l'encontre de Lance Armstrong.

### 2013: Nissan se retire, Cancellara domine les classiques et Horner gagne la Vuelta

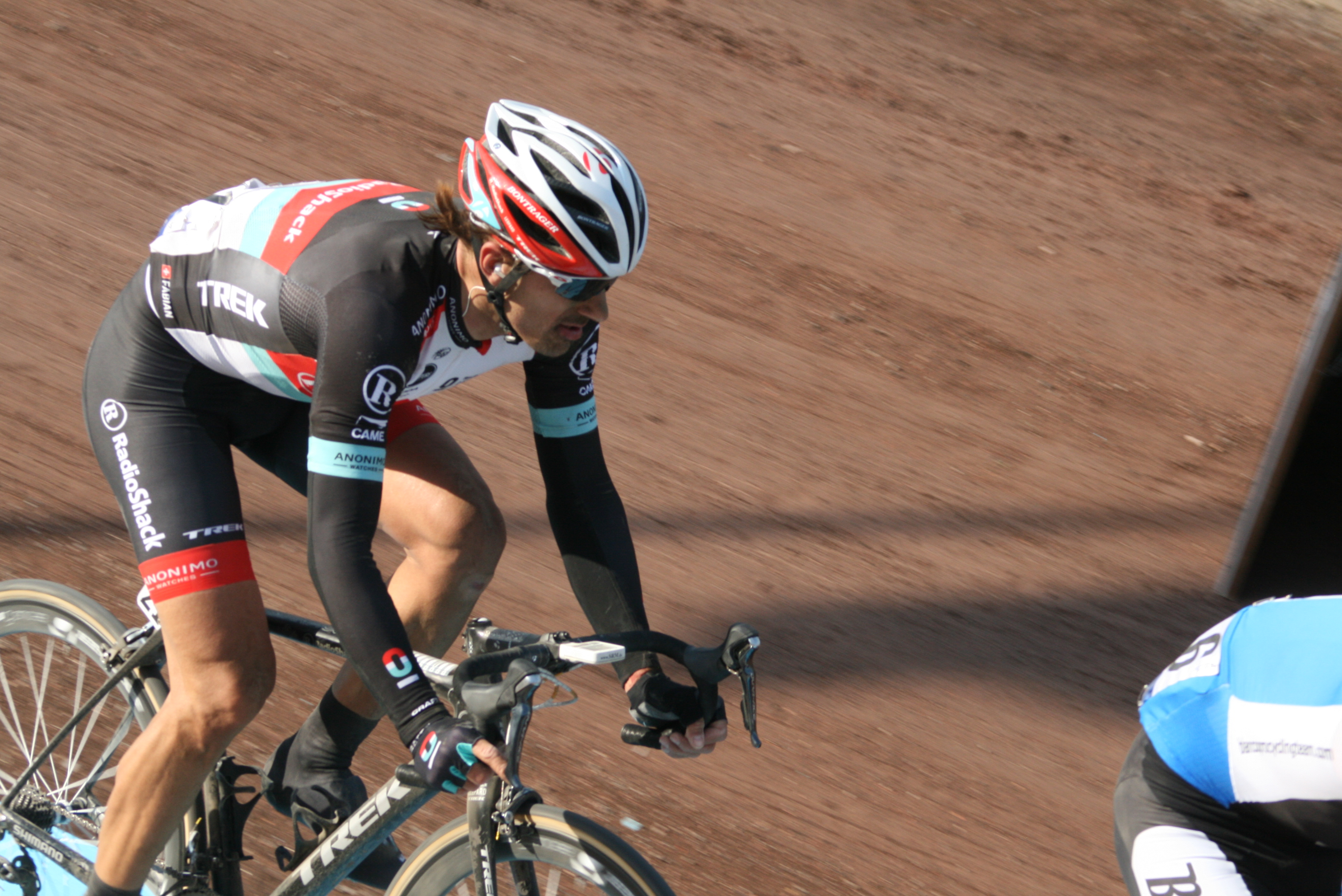
Fabian Cancellara dans le dernier kilomètre de Paris-Roubaix 2013 sur le Vélodrome de Roubaix.

À la suite du retrait de Nissan de la structure RadioShack, l'équipe n'a plus qu'un sponsor-titre, RadioShack, et Leopard, le nom de la structure, revient dans le nom de l'équipe : RadioShack-Leopard. L'équipe change de nom pour la troisième fois en trois années d'existence. L'équipe commence bien l'année en signant un doublé sur les championnats de Nouvelle-Zélande sur route avec la victoire d'Hayden Roulston accompagné sur la ligne par George Bennett. L'équipe se rend en Australie afin d'y disputer le Tour Down Under. Andy Schleck effectue sa rentrée, mais lors de la dernière étape, il abandonne. RadioShack-Leopard accumule les places d'honneur sans pouvoir aller chercher la victoire. Finalement, Ben Hermans et Tiago Machado terminent respectivement 5e et 9e du classement général et la formation remporte le classement par équipes.
Fin janvier, Fränk Schleck est suspendu un an à compter du 14 juillet 2012 après un contrôle positif au xipamide lors du dernier Tour de France.
L'équipe se divise en deux groupes. Une partie participe aux courses en Europe alors que l'autre est envoyée au Moyen-Orient. Au Qatar, RadioShack n'a obtenu qu'un top 10 : lors de la première étape avec Grégory Rast qui se classe 3e. Au classement général, le Français Tony Gallopin est le mieux placé à la 13e place. Sur le Tour méditerranéen, Maxime Monfort se montre à son aise. Lors du contre-la-montre, le Belge prend la deuxième place et se positionne parfaitement pour le classement général. Lors de cette étape, le jeune Bob Jungels marque déjà les esprits en prenant la 6e place et terminant devant, notamment, Gustav Larsson, vice-champion du monde de la discipline en 2009. Lors de l'étape-reine, Maxime Monfort parvient à prendre le maillot jaune pour seulement 1 seconde sur l'ancien leader Lars Boom, mais le perd le lendemain lors de la dernière étape. Andy Schleck abandonne toutes les courses par étapes depuis onze mois, ce qui entraîne le mécontentement de Flavio Becca, le propriétaire, qui estime qu'il est temps pour lui de devenir un athlète sérieux.
Fabian Cancellara réalise une excellente saison dans les classiques. Il termine troisième de Milan-San Remo et remporte le Grand Prix E3, le Tour des Flandres et Paris-Roubaix en l'espace de 20 jours. Le 5 juin, Flavio Becca annonce qu'il quitte le cyclisme à la fin de la saison à cause de son incapacité à trouver un sponsor pour remplacer RadioShack. Il vend la licence UCI ProTeam à Trek, une entreprise avec laquelle il était lié depuis sa création. Trek annonce qu'elle continuera en 2014 avec la même base, Luca Guercilena en tant que gérant et Fabian Cancellara en tant que leader.
Sur le Tour de France, lors de la 2e étape, Jan Bakelants s'impose avec une seconde d'avance sur ses poursuivants après avoir fini l'étape seul et porte le maillot jaune pendant deux jours. Maxime Monfort termine 14e du général et Andy Schleck 20e. Le mois de juillet s'est achevé avec la victoire en solitaire de Tony Gallopin dans la Classique de Saint-Sébastien, après avoir surpris les favoris en attaquant lors de la dernière ascension de la journée et en maintenant l'écart jusqu'au bout.
Au cours du mois d'août, le vétéran Chris Horner est réapparu, l’Américain n'ayant pas couru depuis mars. Il se classe deuxième du Tour de l'Utah, puis remporte le Tour d'Espagne, à l'issue d'un duel avec Vincenzo Nibali. Cette victoire controversée, compte tenu des références et de l'âge de Horner (il devient à 41 ans le plus vieux vainqueur d'étape et du classement général d'un grand tour) est la première de l'équipe sur un grand tour. Malgré cette victoire majeure et inattendue, son contrat n'est pas renouvelé et en 2014 il ne rejoint pas la nouvelle équipe Trek Factory Racing.

### 2014-2015: Trek Factory Racing

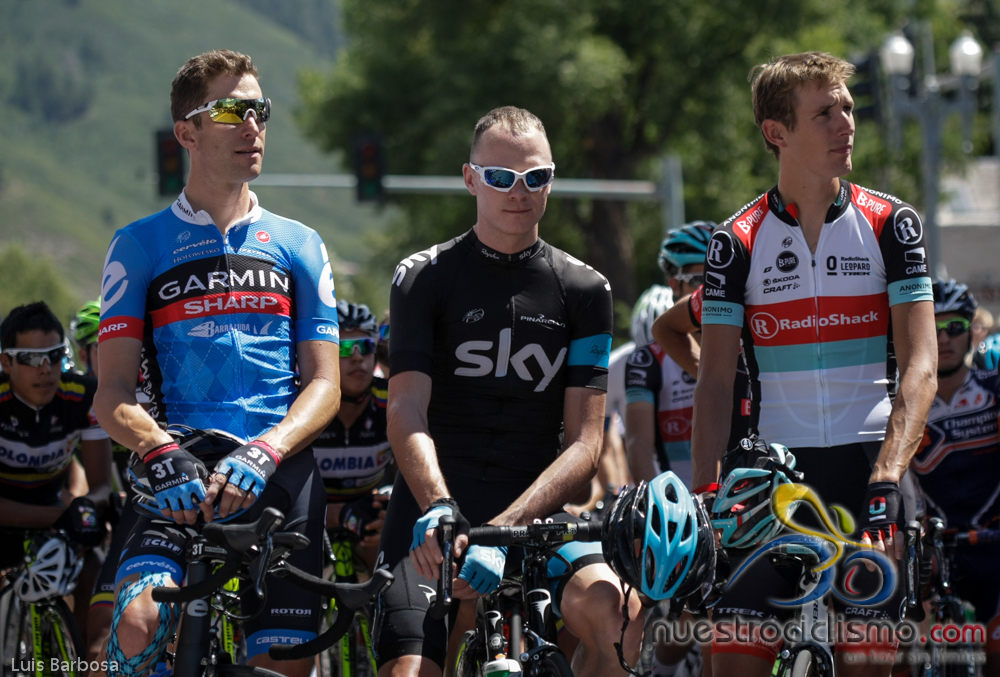
Andy Schleck en 2013 (à droite).

Trek Bicycle Corporation reprend la licence World Tour et sponsorise l'équipe à partir de 2014.
En 2014, elle remporte 19 succès, mais termine seulement treizième de l'UCI World Tour, son plus mauvais classement depuis sa création. Elle compte seulement trois victoires sur le World Tour, dont le troisième Tour des Flandres pour Fabian Cancellara. Cancellara est également deuxième de Milan-San Remo et troisième de Paris-Roubaix. Julián Arredondo réalise un bon Tour d'Italie, où il gagne une étape et remporte le classement du meilleur grimpeur et de la combativité. Robert Kišerlovski se classe dixième du général de la course, tandis que Haimar Zubeldia est huitième du Tour de France en juillet. Andy Schleck et Jens Voigt prennent leur retraite en fin de saison.
La saison 2015 est plus difficile. L'équipe compte 20 succès et se classe une nouvelle fois treizième de l'UCI World Tour. Sur les grands tours, Giacomo Nizzolo remporte le classement par points du Tour d'Italie sans gagner d'étape. Bauke Mollema est septième du Tour de France, où Fabian Cancellara porte le maillot jaune pendant un jour. Jasper Stuyven, Danny van Poppel et Fränk Schleck gagnent chacun une étape sur le Tour d'Espagne. Sur les classiques, Fabian Cancellara est victime d'une chute et est absent des flandriennes. Fabio Felline gagne une étape du Tour du Pays basque.

### 2016-2023: Trek-Segafredo
En 2016, l'équipe est renommée Trek-Segafredo. Elle gagne 21 courses durant cette saison, 22 si l'on y inclut la victoire de Fabian Cancellara sur le contre-la-montre aux Jeux olympiques, avec l'équipe de Suisse. Quatre de ces victoires sont obtenues lors d'épreuves du UCI World Tour. Bauke Mollema signe la plus importante victoire de la saison en remportant la Classique de Saint-Sébastien. L'équipe ne gagne aucune étape sur les grands tours, mais Giacomo Nizzolo remporte pour la deuxième année consécutive le classement par points du Tour d'Italie et Fabio Felline s'adjuge celui du Tour d'Espagne. Cancellara est quant à lui deuxième du Tour des Flandres et remporte notamment les Strade Bianche. À l'intersaison, cinq coureurs mettent fin à leur carrière : Jack Bobridge, Fabian Cancellara, Ryder Hesjedal, Fränk Schleck et Yaroslav Popovych.
En 2017, l'équipe recrute notamment Alberto Contador et John Degenkolb. Elle termine cinquième de l'UCI World Tour. Bauke Mollema est septième du Tour d'Italie et gagne une étape du Tour de France. Alberto Contador est neuvième de son dernier Tour de France et cinquième du Tour d'Espagne, la dernière course de sa carrière, où il remporte une étape et le prix de la combativité. La saison suivante, l'équipe redescend à la treizième place du World Tour, avec 20 victoires, dont quatre sur le World Tour. John Degenkolb gagne une étape du Tour de France, Mads Pedersen est à 22 ans, deuxième du Tour des Flandres et Jasper Stuyven cinquième de Paris-Roubaix.

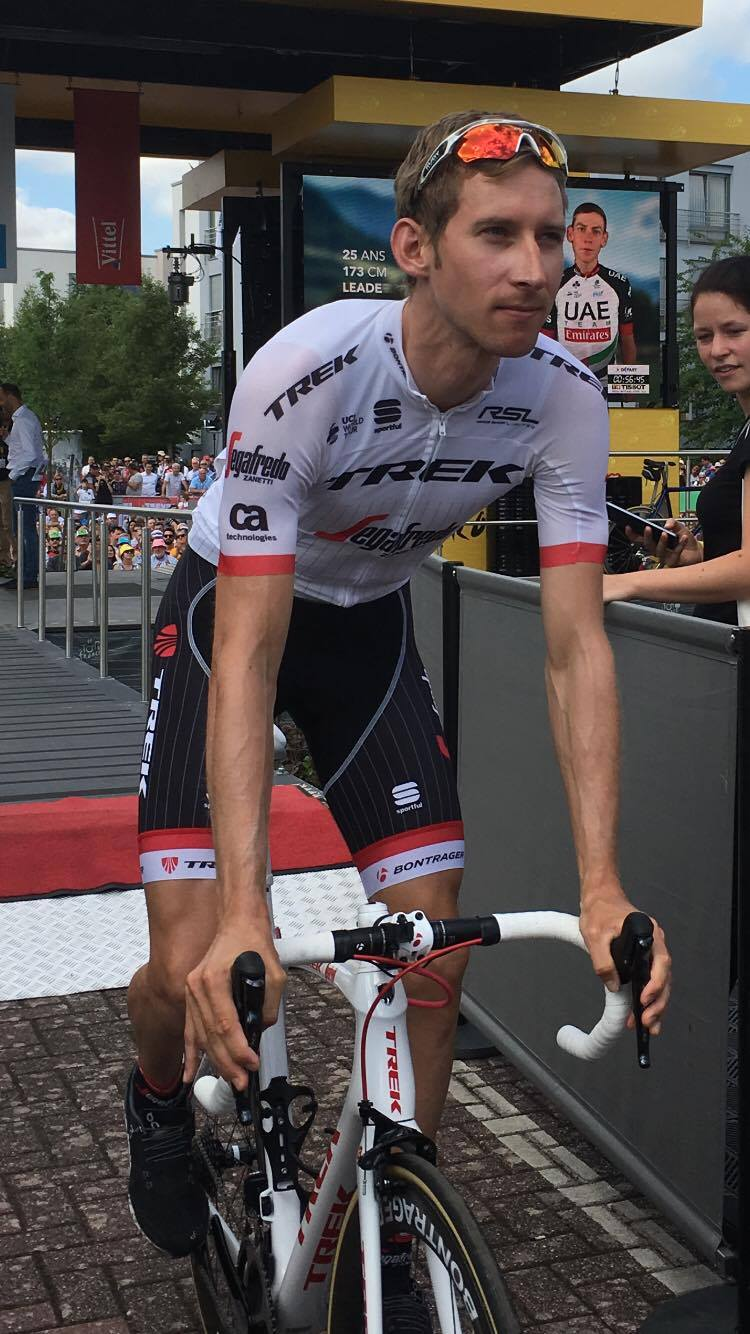
Bauke Mollema en 2017.

En 2019, l'équipe compte seulement 11 succès, dont trois sur le World Tour. Giulio Ciccone confirme son potentiel de grimpeur en gagnant une étape et le classement des grimpeurs du Tour d'Italie, où Bauke Mollema se classe cinquième du classement final. En juillet, Ciccone porte deux jours le maillot jaune du Tour de France, à l'issue d'une échappée sur l'étape de la Planche des Belles Filles. C'est la première fois depuis 2015 qu'un coureur de l'équipe porte le maillot jaune. Après une victoire d'étape et une deuxième place finale sur le Tour Down Under, Richie Porte déçoit le reste de la saison, il termine notamment onzième du Tour de France. Jasper Stuyven compte plusieurs places d'honneur, mais obtient une seule victoire, le classement général du Tour d'Allemagne. Trek-Segafredo réalise une fin d'année plus réussie avec le titre mondial surprise de Mads Pedersen, puis le succès en solitaire de Bauke Mollema sur le Tour de Lombardie.
Pour la saison 2020, l'équipe recrute le vainqueur des trois grands tours Vincenzo Nibali, alors que John Degenkolb rejoint la Lotto-Soudal. Début octobre, elle suspend Quinn Simmons en raison de tweets favorables à Donald Trump et « potentiellement imprégnés de racisme ». Le sponsor principal Trek Bicycle Corporation avait soutenu les valeurs du mouvement Black Lives Matter et les clauses des contrats prévoient la promotion de l’image ou des valeurs de la société sponsor,. Sur le plan sportif, cette saison 2020 marquée par la pandémie de Covid-19 est réussie. L'équipe termine huitième mondiale avec neuf succès, dont six en World Tour. À 35 ans, Richie Porte gagne le Tour Down Under et termine troisième du Tour de France, neuf ans après le dernier podium sur le Tour pour l'équipe. Régulier tout au long de la saison, il cumule les places d'honneur et termine l'année septième au classement UCI. Le champion du monde Mads Pedersen confirme en remportant une étape sur le Tour de Pologne, puis sur le BinckBank Tour, où il se classe cinquième du général après avoir perdu le maillot de leader lors de la dernière étape. Deuxième de l'étape à Nice et sur les Champs-Élysées lors du Tour de France, il remporte au sprint Gand-Wevelgem, sa première grande classique. Toujours sur les courses d'un jour, Jasper Stuyven gagne le Circuit Het Nieuwsblad. Quatrième de Paris-Nice et septième du Tour d'Italie, Vincenzo Nibali déçoit, tandis que Bauke Mollema et Giulio Ciccone, respectivement 4e et 5e du Tour de Lombardie ont été gênés dans la saison par des problèmes physiques.
En 2021, la formation américaine recule à la douzième place mondiale en récoltant 19 succès, mais seulement deux sur le World Tour. C'est Jasper Stuyven qui obtient les meilleurs résultats, avec une victoire sur Milan-San Remo et une quatrième place sur le Tour des Flandres. Giulio Ciccone abandonne sur chute le Giro et la Vuelta, tandis que Vincenzo Nibali déçoit. Mads Pedersen gagne trois courses et Bauke Mollema s'impose sur une étape du Tour de France.
Lors de la saison 2022, la Trek-Segafredo obtient exactement le même bilan que la saison précédente, avec 19 victoires et une douzième place mondiale. Mads Pedersen décroche neuf succès, dont une étape du Tour de France, ainsi que trois étapes et le classement par points sur le Tour d'Espagne. Giulio Ciccone est lauréat d'une étape sur le Tour d'Italie, où Juan Pedro López prend la dixième place du classement général après avoir porté le maillot de leader pendant dix jours. De son côté Alexander Kamp se classe troisième de la Bretagne Classic.

### Depuis 2023: Lidl-Trek

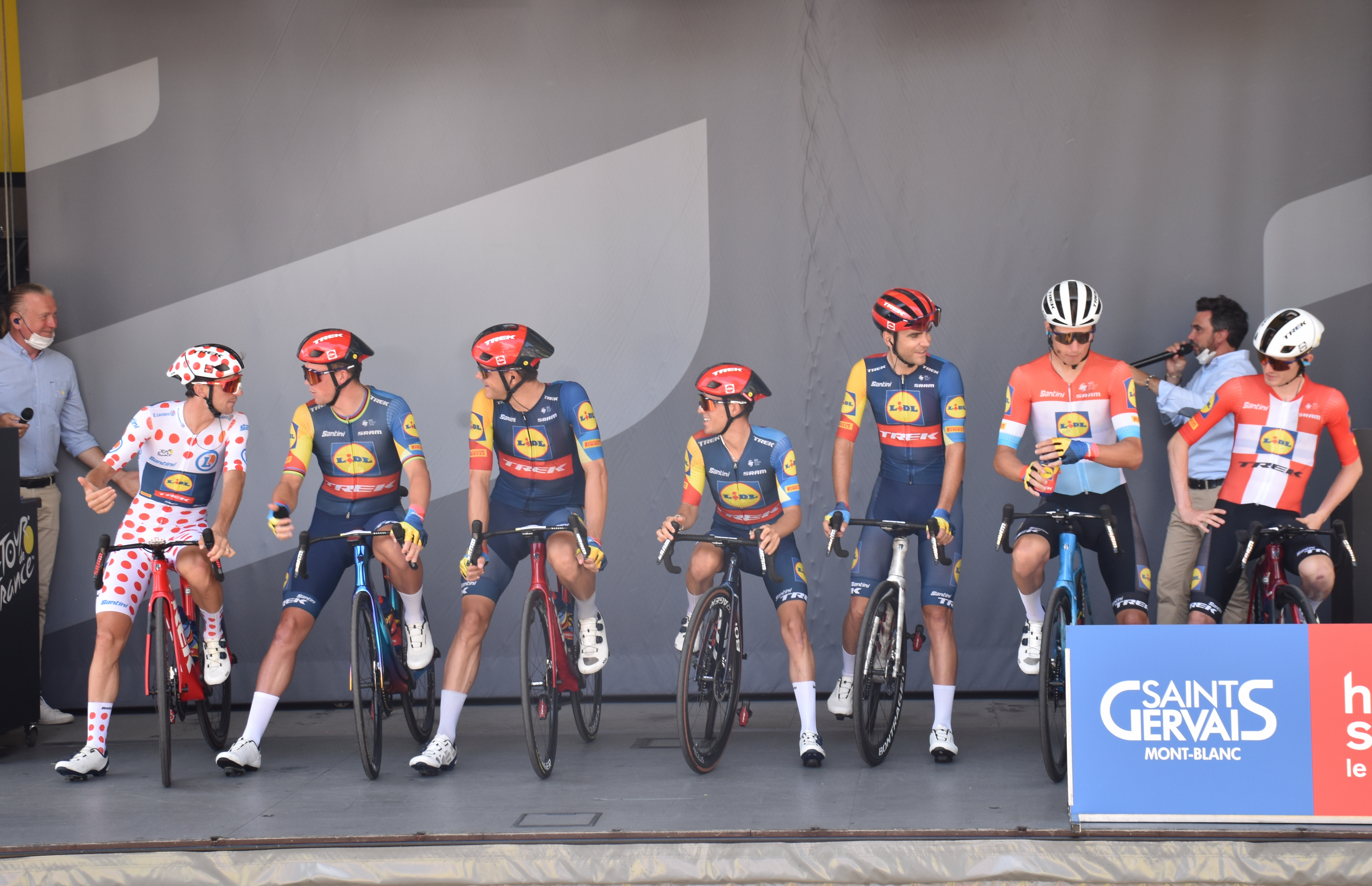
L'équipe Lidl-Trek au départ de la 17e étape du Tour de France 2023.

En 2023, la formation américaine retrouve le top 5 mondial pour la première fois depuis 2017, grâce à ses leaders danois Mads Pedersen et Mattias Skjelmose. Financièrement, l'équipe passe un cap, avec l'arrivée en juin au sponsoring de la chaîne de supermarchés Lidl. Elle change de nom et devient Lidl-Trek, tout comme l'équipe féminine. Un nouveau maillot est conçu à cette occasion. Pedersen remporte 7 des 27 succès de la saison, avec notamment la Cyclassics Hamburg, ainsi qu'une étape sur le Tour d'Italie et sur le Tour de France. Il se classe également troisième du Tour des Flandres, ainsi que quatrième de Paris-Roubaix et du championnat du monde de Glasgow. De son côté, Skjelmose gagne le Tour de Suisse et termine deuxième de la Flèche wallonne. Sur les grands tours, Giulio Ciccone est lauréat du classement de la montagne du Tour de France. Chez les jeunes, le Belge Thibau Nys décroche à 21 ans ses deux premiers succès. Durant l'intersaison, le sprinteur italien Jonathan Milan est recruté.
La saison 2024 confirme les ambitions de l'équipe Lidl-Trek qui améliore son bilan avec 42 succès et une quatrième place au classement UCI. Mads Pedersen remporte 12 courses, dont Gand-Wevelgem lors d'un sprint à deux face à Mathieu van der Poel. Il est également troisième de Paris-Roubaix et quatrième de Milan-San Remo. Mattias Skjelmose est troisième du Tour de Suisse, du Tour du Pays basque, quatrième de Paris-Nice et cinquième du Tour d'Espagne. Jonathan Milan décroche également 12 victoires, dont trois étapes et le classement par points du Tour d'Italie. Il est également deuxième de la Cyclassics Hamburg. Sur les autres classiques, Jasper Stuyven est deuxième du Grand Prix E3, Toms Skujiņš deuxième des Strade Bianche, Natnael Tesfatsion deuxième  de la Cadel Evans Great Ocean Road Race, tandis que Giulio Ciccone prend la troisième place du Tour de Lombardie. De son côté, Thibau Nys obtient 9 victoires dont cinq en World Tour.

## Sponsors et financement de l'équipe
Le fabricant de vélo Trek Bicycle Corporation est propriétaire et sponsor principal de l'équipe. La marque Bontrager, qui appartient à Trek, et la société Shimano sont fournisseurs d'équipements de Trek Factory Racing. Leurs logos apparaissent sur le maillot de l'équipe.
L'homme d'affaires luxembourgeois Flavio Becca, détenteur de la licence World Tour depuis la création de l'équipe en 2011, a décidé de la céder en juin 2013. Cette décision intervient après les départs de plusieurs sponsors importants (RadioShack, Nissan, Enovos) au cours des douze mois précédents, en raison notamment des affaires de dopage concernant Fränk Schleck, Lance Armstrong et l'ancien manager de l'équipe Johan Bruyneel,.
|                     |
| Leopard-Trek (2011) |

|                          |
| RadioShack-Nissan (2012) |

|                           |
| RadioShack-Leopard (2013) |

|                            |
| Trek-Segafredo (2016-2023) |

## L'équipe et le dopage
En avril 2010, Li Fuyu est suspendu provisoirement par l'UCI, à la suite d'un contrôle positif qui indiquait la présence de clenbutérol (un anabolisant). C'est le premier athlète positif au Clenbuterol. Le contrôle antidopage, qui date du 23 mars 2010, a été réalisé à l'occasion de la course belge À travers les Flandres. L'échantillon B étant positif, il est suspendu deux ans. Après avoir terminé sa suspension, il revient au sport en 2012 en tant qu'entraîneur et coureur avec l'équipe cycliste Hengxiang, qu'il avait déjà entraînée depuis 2009. Li annonce qu'il se retire de la compétition cycliste à la fin de la saison 2013.
Lors du Tour de France 2012, Fränk Schleck est contrôlé positif à un diurétique (la xipamide) après l'étape du 14 juillet, ce qui est confirmé par l'analyse de l'échantillon B. Il décide alors de lui-même de se retirer de la compétition. En janvier 2013, la fédération luxembourgeoise décide de le suspendre pour un an à compter du 14 juillet 2012. Le 4 juillet 2013, l'équipe Radioshack annonce qu'il n'est pas conservé.
En octobre 2012, Leopard SA, la société de gestion derrière l'équipe, annonce qu'elle rompt ses liens avec Johan Bruyneel qui occupait jusque-là le poste de directeur général de l'équipe. Cette annonce fait suite à la suggestion du leader de l'équipe Fabian Cancellara selon laquelle un remaniement de la direction semblait nécessaire. En effet, l'Agence antidopage américaine a rendu public un dossier incriminant Bruyneel dans son enquête sur Lance Armstrong et une affaire de dopage de grande ampleur à l'époque de l'US Postal Service.
Avant le départ du Tour de France 2017, André Cardoso est provisoirement suspendu à la suite d'un contrôle antidopage positif à l'EPO. Cardoso affirme être innocent et demande l’analyse de l'échantillon B. Celui-ci s'avère non concluant, mais la CADF (Cycling Anti-Doping Fondation) et la LADS (Legal Anti-Doping Service), maintiennent la suspension, ajoutant qu’il existe suffisamment d’éléments pour justifier la disqualification. Le 15 novembre 2018, seize mois après le test initial, il est suspendu pour une période de quatre ans, soit jusqu'en juillet 2021.
Le 26 février 2019, Jarlinson Pantano est contrôlé positif à l'EPO et suspendu jusqu'à nouvel ordre par l'UCI le 15 avril suivant. Il est également suspendu par l'équipe. Le 20 mai 2020, il est suspendu quatre ans.

## Classements UCI

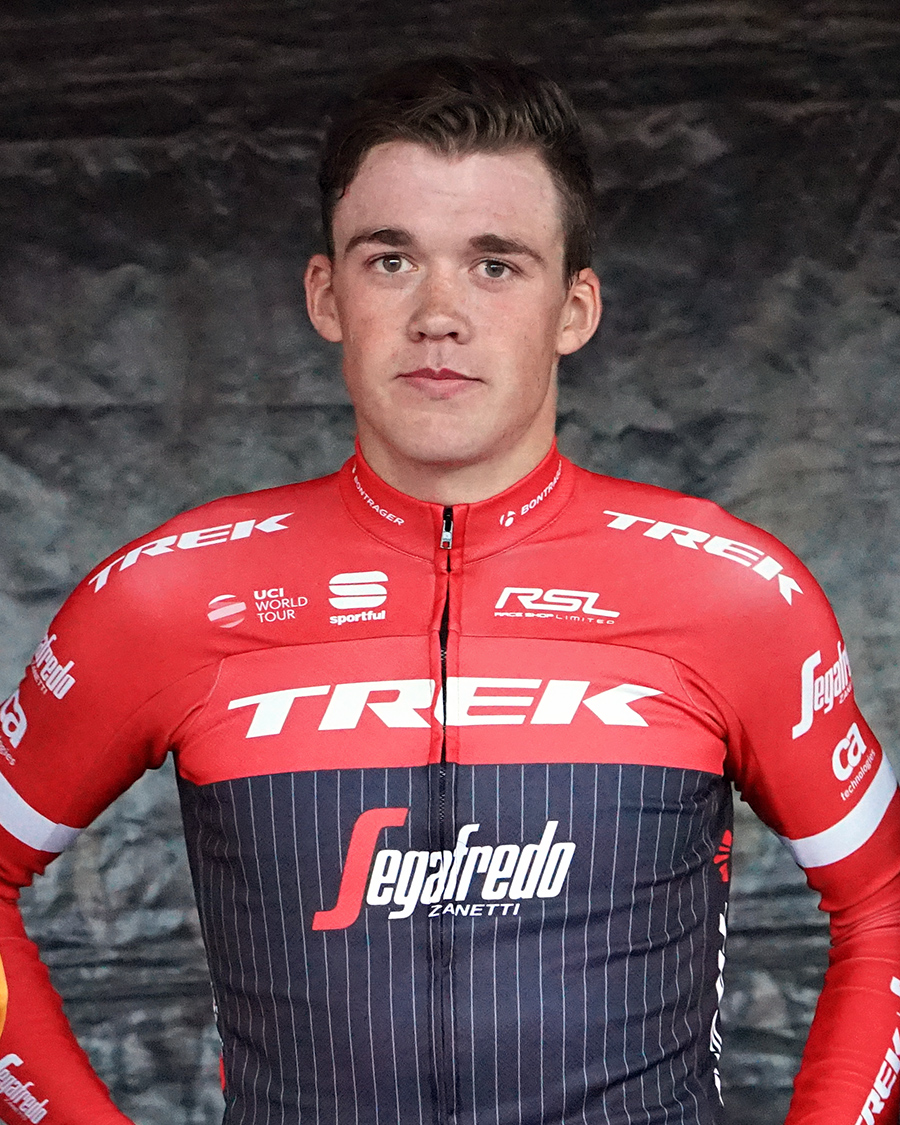
Mads Pedersen est leader de l'équipe dans les années 2020.

Depuis sa création en 2011, l'équipe est classée dans le classement UCI World Tour.
| UCI World Tour | UCI World Tour         | UCI World Tour                            | UCI World Tour |
| Année          | Classement par équipes | Meilleur coureur au classement individuel |                |
| -------------- | ---------------------- | ----------------------------------------- | -------------- |
| 2011           | 3e                     | Fränk Schleck (10e)                       |                |
| 2012           | 12e                    | Fabian Cancellara (37e)                   |                |
| 2013           | 4e                     | Fabian Cancellara (7e)                    |                |
| 2014           | 13e                    | Fabian Cancellara (11e)                   |                |
| 2015           | 13e                    | Bauke Mollema (22e)                       |                |
| 2016           | 9e                     | Fabian Cancellara (22e)                   |                |
| 2017           | 5e                     | Alberto Contador (10e)                    |                |
| 2018           | 13e                    | Jasper Stuyven (19e)                      |                |
|                |                        |                                           |                |
| Source : UCI   |                        |                                           |                |

En 2016, le Classement mondial UCI qui prend en compte toutes les épreuves UCI est mis en place parallèlement à l'UCI World Tour et aux circuits continentaux. Il remplace définitivement l'UCI World Tour en 2019.
| Classement mondial | Classement mondial     | Classement mondial                        | Classement mondial |
| Année              | Classement par équipes | Meilleur coureur au classement individuel |                    |
| ------------------ | ---------------------- | ----------------------------------------- | ------------------ |
| 2016               | -                      | Fabian Cancellara (13e)                   |                    |
| 2017               | -                      | Alberto Contador (12e)                    |                    |
| 2018               | -                      | Jasper Stuyven (16e)                      |                    |
| 2019               | 10e                    | Bauke Mollema (11e)                       |                    |
| 2020               | 8e                     | Richie Porte (7e)                         |                    |
| 2021               | 12e                    | Jasper Stuyven (17e)                      |                    |
| 2022               | 12e                    | Mads Pedersen (20e)                       |                    |
| 2023               | 5e                     | Mads Pedersen (6e)                        |                    |
| 2024               | 4e                     | Mads Pedersen (12e)                       |                    |
|                    |                        |                                           |                    |
| Source : UCI       |                        |                                           |                    |

Les coureurs sont également classés dans les circuits continentaux à partir de 2016.
UCI Africa Tour
| UCI Africa Tour | UCI Africa Tour        | UCI Africa Tour                           | UCI Africa Tour |
| Année           | Classement par équipes | Meilleur coureur au classement individuel |                 |
| --------------- | ---------------------- | ----------------------------------------- | --------------- |
| 2021            | -                      | Amanuel Ghebreigzabhier (17e)             |                 |
| 2022            | -                      | Amanuel Ghebreigzabhier (30e)             |                 |
| 2023            | -                      | Natnael Tesfatsion (8e)                   |                 |
| 2024            | -                      | Natnael Tesfatsion (5e)                   |                 |
|                 |                        |                                           |                 |
| Source : UCI    |                        |                                           |                 |

UCI America Tour
| UCI America Tour | UCI America Tour       | UCI America Tour                          | UCI America Tour |
| Année            | Classement par équipes | Meilleur coureur au classement individuel |                  |
| ---------------- | ---------------------- | ----------------------------------------- | ---------------- |
| 2016             | -                      | Fabian Cancellara (5e)                    |                  |
| 2017             | -                      | Bauke Mollema (20e)                       |                  |
| 2018             | -                      | Jarlinson Pantano (56e)                   |                  |
| 2019             | -                      | Peter Stetina (68e)                       |                  |
| 2020             | -                      | Quinn Simmons (14e)                       |                  |
| 2021             | -                      | Quinn Simmons (17e)                       |                  |
| 2022             | -                      | Quinn Simmons (38e)                       |                  |
| 2023             | -                      | Quinn Simmons (28e)                       |                  |
| 2024             | -                      | Quinn Simmons (29e)                       |                  |
|                  |                        |                                           |                  |
| Source : UCI     |                        |                                           |                  |

UCI Asia Tour
| UCI Asia Tour | UCI Asia Tour          | UCI Asia Tour                             | UCI Asia Tour |
| Année         | Classement par équipes | Meilleur coureur au classement individuel |               |
| ------------- | ---------------------- | ----------------------------------------- | ------------- |
| 2016          | -                      | Giacomo Nizzolo (3e)                      |               |
| 2017          | -                      | Fumiyuki Beppu (27e)                      |               |
| 2018          | -                      | Fumiyuki Beppu (4e)                       |               |
| 2019          | -                      | Fumiyuki Beppu (93e)                      |               |
|               |                        |                                           |               |
| Source : UCI  |                        |                                           |               |

UCI Europe Tour
| UCI Europe Tour | UCI Europe Tour        | UCI Europe Tour                           | UCI Europe Tour |
| Année           | Classement par équipes | Meilleur coureur au classement individuel |                 |
| --------------- | ---------------------- | ----------------------------------------- | --------------- |
| 2016            | -                      | Giacomo Nizzolo (15e)                     |                 |
| 2017            | -                      | Mads Pedersen (46e)                       |                 |
| 2018            | -                      | Jasper Stuyven (13e)                      |                 |
| 2019            | -                      | Bauke Mollema (10e)                       |                 |
| 2020            | -                      | Vincenzo Nibali (22e)                     |                 |
| 2021            | -                      | Jasper Stuyven (14e)                      |                 |
| 2022            | -                      | Mads Pedersen (16e)                       |                 |
| 2023            | -                      | Mads Pedersen (6e)                        |                 |
| 2024            | -                      | Mads Pedersen (10e)                       |                 |
|                 |                        |                                           |                 |
| Source : UCI    |                        |                                           |                 |

UCI Oceania Tour
| UCI Oceania Tour | UCI Oceania Tour       | UCI Oceania Tour                          | UCI Oceania Tour |
| Année            | Classement par équipes | Meilleur coureur au classement individuel |                  |
| ---------------- | ---------------------- | ----------------------------------------- | ---------------- |
| 2016             | -                      | Jack Bobridge (9e)                        |                  |
| 2018             | -                      | Ruben Guerreiro (22e)                     |                  |
| 2019             | -                      | Richie Porte (6e)                         |                  |
| 2020             | -                      | Richie Porte (1er)                        |                  |
|                  |                        |                                           |                  |
| Source : UCI     |                        |                                           |                  |

## Principales victoires

### Compétitions internationales
Contrairement aux autres courses, les Jeux olympiques et les championnats du monde sont disputés par équipes nationales et non par équipes commerciales.
- Jeux olympiques : 1
  - Contre-la-montre : 2016 (Fabian Cancellara)

- Championnats du monde : 1
  - Course en ligne : 2019 (Mads Pedersen)

### Courses d'un jour

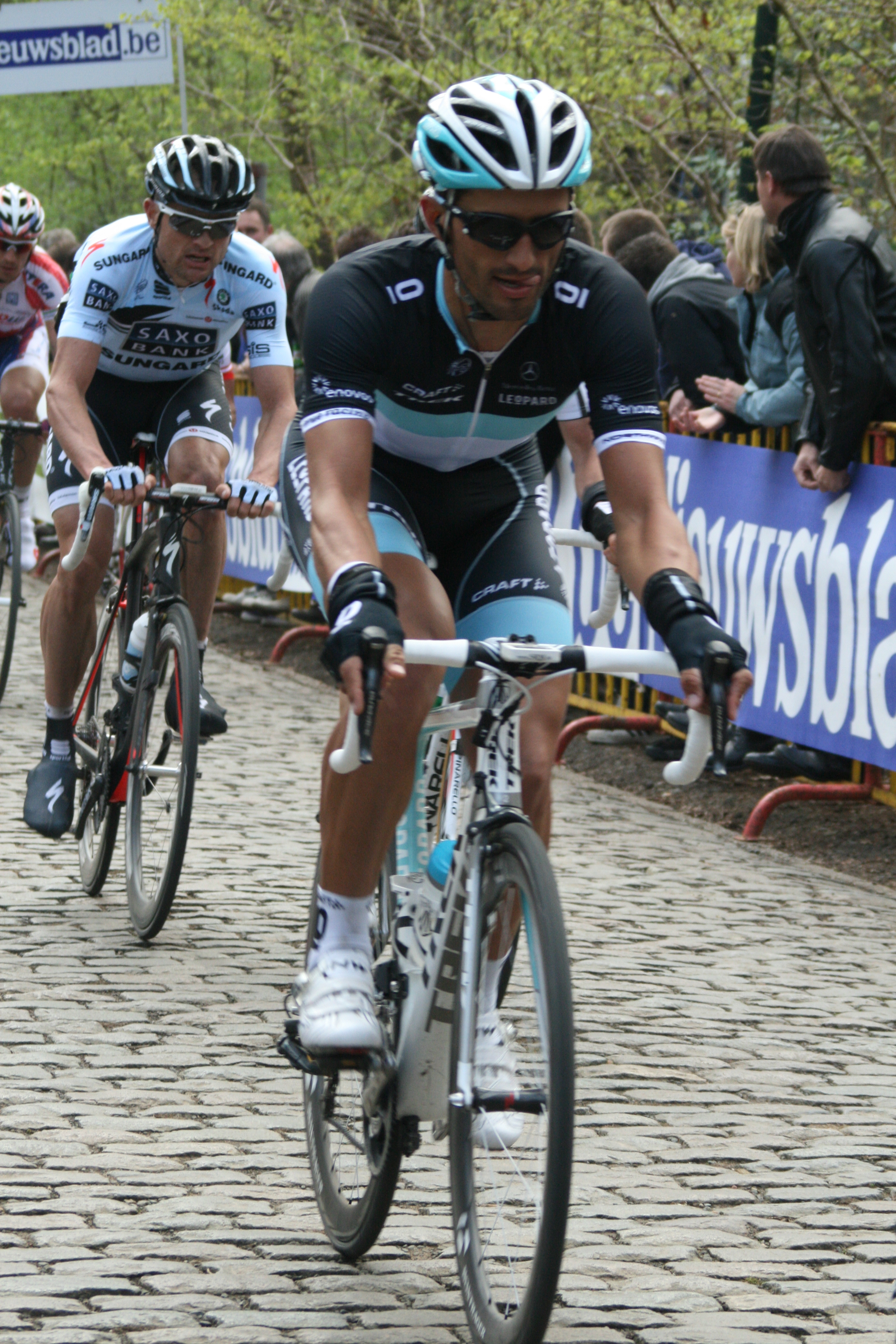
Daniele Bennati au mont Kemmel lors de Gand-Wevelgem 2011.

Victoires sur les classiques de niveau World Tour ou équivalent (en gras les victoires sur les classiques « Monuments ») :
- Grand Prix E3 : 2011[105] et 2013 (Fabian Cancellara)
- Tour de Lombardie : 2011 (Oliver Zaugg) et 2019 (Bauke Mollema)
- Tour des Flandres : 2013 et 2014 (Fabian Cancellara)
- Paris-Roubaix : 2013 (Fabian Cancellara)
- Classique de Saint-Sébastien : 2013 (Tony Gallopin) et 2014 (Bauke Mollema)
- Circuit Het Nieuwsblad : 2020 (Jasper Stuyven)
- Gand-Wevelgem : 2020 et 2024 (Mads Pedersen)
- Milan-San Remo : 2021 (Jasper Stuyven)
- Cyclassics Hamburg : 2023 (Mads Pedersen)
- Amstel Gold Race : 2025 (Mattias Skjelmose)

Victoires sur les autres courses d'un jour :
- Le Samyn : 2011 (Dominic Klemme)
- Binche-Tournai-Binche : 2011 (Rüdiger Selig)
- Strade Bianche : 2012 et 2016 (Fabian Cancellara)
- Grand Prix Nobili Rubinetterie : 2013 (Bob Jungels) et 2015 (Giacomo Nizzolo)
- Grand Prix de Fourmies : 2015 (Fabio Felline)
- Japan Cup : 2015 et 2019 (Bauke Mollema)
- Trofeo Serra de Tramuntana : 2016 (Fabian Cancellara)
- Kuurne-Bruxelles-Kuurne : 2016 (Jasper Stuyven) et 2021 (Mads Pedersen)
- Grand Prix du canton d'Argovie : 2016 (Giacomo Nizzolo) et 2023 (Thibau Nys)
- Tour du Piémont : 2016 (Giacomo Nizzolo)
- Trofeo Campos Ses Salines : 2018 (John Degenkolb) et 2020 (Matteo Moschetti)
- Trofeo Lloseta-Andratx : 2018 (Toms Skujiņš)
- Trofeo Palma : 2018 (John Degenkolb) et 2020 (Matteo Moschetti)
- Tour de Fyen : 2018 (Mads Pedersen)
- Grand Prix de Wallonie : 2018 (Jasper Stuyven)
- Grand Prix Jef Scherens : 2018 (Jasper Stuyven)
- Tour de l'Eurométropole : 2018 (Mads Pedersen)
- Grand Prix Bruno Beghelli : 2018 (Bauke Mollema)
- Trois vallées varésines : 2018 (Toms Skujiņš)
- Grand Prix d'Isbergues : 2019 (Mads Pedersen)
- Trofeo Laigueglia : 2021 (Bauke Mollema)
- Per sempre Alfredo : 2021 (Matteo Moschetti)
- Maryland Cycling Classic : 2023 (Mattias Skjelmose)

### Courses par étapes
Victoires sur les courses de niveau World Tour ou équivalent :
- Tour Down Under : 2020 (Richie Porte)
- Tour de Suisse : 2023 (Mattias Skjelmose)

Victoires sur les autres courses par étapes :
- Critérium international : 2011 (Fränk Schleck)
- Tour de Luxembourg : 2011 (Linus Gerdemann), 2012 (Jakob Fuglsang) et 2022 (Mattias Skjelmose Jensen)
- Tour d'Autriche : 2012 (Jakob Fuglsang)
- Tour de Wallonie : 2012 (Giacomo Nizzolo)
- Étoile de Bessèges : 2015 (Bob Jungels) et 2024 (Mads Pedersen)
- Tour de San Juan : 2017 (Bauke Mollema)
- Tour du Poitou-Charentes : 2017 (Mads Pedersen)
- Tour d'Allemagne : 2019 (Jasper Stuyven) et 2024 (Mads Pedersen)
- Tour de Wallonie : 2021 (Quinn Simmons)
- Tour de Sicile : 2021 (Vincenzo Nibali)
- Tour de La Provence : 2024 (Mads Pedersen)
- Tour des Alpes : 2024 (Juan Pedro López)
- Tour de Hongrie : 2024 (Thibau Nys)

### Championnats nationaux
| Cyclisme sur route - Championnats d'Afrique du Sud sur route : 2 - Course en ligne : 2024 (Ryan Gibbons) - Contre-la-montre : 2024 (Ryan Gibbons) - Championnats d'Allemagne sur route : 1 - Course en ligne : 2011 (Robert Wagner) - Championnats d'Australie sur route : 1 - Course en ligne : 2016 (Jack Bobridge) - Championnats d'Autriche sur route : 2 - Course en ligne : 2014 (Riccardo Zoidl) - Contre-la-montre : 2018 (Matthias Brändle) - Championnats de Belgique sur route : 2 - Course en ligne : 2013 (Stijn Devolder) - Contre-la-montre : 2014 (Kristof Vandewalle) - Championnats de Croatie sur route : 1 - Course en ligne : 2013 (Robert Kišerlovski) - Championnats de Colombie sur route : 1 - Contre-la-montre : 2017 (Jarlinson Pantano) - Championnats du Danemark sur route : 5 - Course en ligne : 2017 (Mads Pedersen), 2023 (Mattias Skjelmose), 2025 (Søren Kragh Andersen) - Contre-la-montre : 2012 (Jakob Fuglsang), 2025 (Mads Pedersen) - Championnats d'Érythrée sur route : 4 - Course en ligne : 2024 (Natnael Tesfatsion) - Contre-la-montre : 2023, 2024 et 2025 (Amanuel Ghebreigzabhier) - Championnats des États-Unis sur route : 3 - Course en ligne : 2015 (Matthew Busche), 2023 et 2025 (Quinn Simmons) - Championnats d'Éthiopie sur route : 1 - Contre-la-montre : 2018 (Tsgabu Grmay) - Championnats d'Irlande sur route : 4 - Course en ligne : 2021 (Ryan Mullen) - Contre-la-montre : 2018, 2019, 2021 (Ryan Mullen) - Championnats d'Italie sur route : 1 - Course en ligne : 2016 (Giacomo Nizzolo) - Championnats du Japon sur route : 1 - Contre-la-montre : 2014 (Fumiyuki Beppu) - Championnats de Lettonie sur route : 10 - Course en ligne : 2019, 2021 et 2025 (Toms Skujiņš), 2022 et 2023 (Emīls Liepiņš) - Contre-la-montre : 2018, 2021, 2022, 2023 et 2025 (Toms Skujiņš) - Championnats du Luxembourg sur route : 10 - Course en ligne : 2011, 2014 (Fränk Schleck), 2012 (Laurent Didier), 2013, 2015 (Bob Jungels) et 2023 (Alex Kirsch) - Contre-la-montre : 2013, 2015 (Bob Jungels), 2014 (Laurent Didier) et 2023 (Alex Kirsch) - Championnats de Nouvelle-Zélande sur route : 2 - Course en ligne : 2013 et 2014 (Hayden Roulston) - Championnats des Pays-Bas sur route : 2 - Contre-la-montre : 2024 et 2025 (Daan Hoole) - Championnats du Portugal sur route : 1 - Course en ligne : 2017 (Ruben Guerreiro) - Championnats de Suisse sur route : 5 - Course en ligne : 2011 (Fabian Cancellara) - Contre-la-montre : 2012, 2013, 2014 et 2016 (Fabian Cancellara) - Championnats de Tchéquie sur route : 4 - Course en ligne : 2023 et 2025 (Mathias Vacek) - Contre-la-montre : 2024 et 2025 (Mathias Vacek) | VTT - Champion d'Australie de VTT : 1 - Cross-country : 2015 (Daniel McConnell) |

## Bilan sur les grands tours
Le Tour d'Italie 2011 est le premier grand tour auquel participe l'équipe. Lors de ce premier grand tour, l'équipe Leopard-Trek ne prend pas le départ de la cinquième étape après la mort de Wouter Weylandt. Au total, elle compte 28 victoires d'étapes et une victoire au classement général du Tour d'Espagne 2013 avec Christopher Horner.
- Tour de France
  - 14 participations (2011, 2012, 2013, 2014, 2015, 2016, 2017, 2018, 2019, 2020, 2021, 2022, 2023, 2024)
  - 10 victoires d'étapes :
    - 1 en 2011 : Andy Schleck
    - 1 en 2012 : Fabian Cancellara
    - 1 en 2013 : Jan Bakelants
    - 1 en 2017 : Bauke Mollema
    - 1 en 2018 : John Degenkolb
    - 1 en 2021 : Bauke Mollema
    - 1 en 2022 : Mads Pedersen
    - 1 en 2023 : Mads Pedersen
    - 2 en 2025 : Jonathan Milan

  - Meilleur classement individuel : Andy Schleck (2e en 2011)
  - 3 classements annexes :
    -  Classement par équipes (2012)
    -  Classement de la montagne : Giulio Ciccone (2023)
    -  Classement par points : Jonathan Milan (2025)

- Tour d'Italie
  - 15 participations (2011, 2012, 2013, 2014, 2015, 2016, 2017, 2018, 2019, 2020, 2021, 2022, 2023, 2024, 2025)
  - 13 victoires d'étapes :
    - 1 en 2014 : Julián Arredondo
    - 1 en 2019 : Giulio Ciccone
    - 1 en 2022 : Giulio Ciccone
    - 1 en 2023 : Mads Pedersen
    - 3 en 2024 : Jonathan Milan (3)
    - 6 en 2025 : Mads Pedersen (4), Daan Hoole, Carlos Verona

  - Meilleur classement individuel : Bauke Mollema (5e en 2019)
  - 7 classements annexes :
    -  Classement de la montagne : Julián Arredondo (2014) et Giulio Ciccone (2019)
    -  Prix de la combativité : Julián Arredondo (2014)
    -  Classement par points : Giacomo Nizzolo (2015 et 2016),  Jonathan Milan (2024) et Mads Pedersen (2025)
    -  Classement du meilleur jeune : Juan Pedro López (2022)

- Tour d'Espagne
  - 14 participations (2011, 2012, 2013, 2014, 2015, 2016, 2017, 2018, 2019, 2020, 2021, 2022, 2023, 2024)
  - 13 victoires d'étapes :
    - 2 en 2011 : contre-la-montre par équipes, Daniele Bennati
    - 1 en 2012 : Daniele Bennati
    - 3 en 2013 : Chris Horner (2), Fabian Cancellara
    - 3 en 2015 : Jasper Stuyven, Danny van Poppel, Fränk Schleck
    - 1 en 2017 : Alberto Contador
    - 3 en 2022 : Mads Pedersen (3)

  - 1 victoire finale :  Chris Horner (2013)
  - 6 classements annexes :
    -  Classement du combiné : Chris Horner (2013)
    -  Classement par points : Fabio Felline (2016) et Mads Pedersen (2023)
    -  Prix de la combativité : Alberto Contador (2017) et Bauke Mollema (2018)
    -  Classement du meilleur jeune : Mattias Skjelmose (2024)

## Principaux coureurs depuis les débuts
Ce tableau présente les résultats obtenus au sein de l'équipe par une sélection de coureurs qui se sont distingués soit par le rôle de leader ou de capitaine de route qui leur a été attribué pendant tout ou partie de leur passage dans l'équipe, leur longévité au sein de celle-ci, soit en remportant une course majeure pour l'équipe, soit encore par leur place dans l'histoire du cyclisme en général. La majorité des coureurs cités se distinguent par plusieurs de ces caractéristiques.
| Nom                | Naissance | Nationalité | Arrivée   | Départ    | Résultats |
| ------------------ | --------- | ----------- | --------- | --------- | --- |
| Oliver Zaugg       | 1981      | Suisse      | 2011      | 2012      | Tour de Lombardie (2011) |
| Daniele Bennati    | 1980      | Italie      | 2011      | 2012      | 2 étapes du Tour d'Espagne (2011, 2012) 2e de Gand-Wevelgem (2011) |
| Chris Horner       | 1971      | États-Unis  | 2011      | 2013      | Classement du combiné du Tour d'Espagne (2013) Tour d'Espagne (2013) 2 étapes du Tour d'Espagne (2013) 2e de Tirreno-Adriatico (2012) |
| Tiago Machado      | 1985      | Italie      | 2012      | 2013      | 3e du Tour Down Under (2012) |
| Jan Bakelants      | 1986      | Belgique    | 2012      | 2013      | 1 étape du Tour de France (2013) |
| Andy Schleck       | 1985      | Luxembourg  | 2011      | 2014      | 1 étape du Tour de France (2011) 2e du Tour de France (2011) 3e de Liège-Bastogne-Liège (2011) |
| Kristof Vandewalle | 1985      | Belgique    | 2014      | 2015      | 1 étape du Tour de Pologne (2014) |
| Danny Van Poppel   | 1993      | Pays-Bas    | 2014      | 2015      | 1 étape du Tour d'Espagne (2015) |
| Fabian Cancellara  | 1981      | Suisse      | 2011      | 2016      | Tour des Flandres (2013, 2014) Paris-Roubaix (2013) Grand Prix E3 (2013) 4 étapes de Tirreno-Adriatico (2011, 2012, 2015, 2016) 3 étapes du Tour de Suisse (2x 2011, 2016) 1 étape du Tour de France (2012) 1 étape du Tour d'Espagne (2013) 2e du Tour des Flandres (2016) 2e de Milan-San Remo (2011, 2012, 2014) 2e de Paris-Roubaix (2011) 3e de Paris-Roubaix (2014) 3e de Milan-San Remo (2013) 3e du Tour des Flandres (2011) |
| Frank Schleck      | 1980      | Luxembourg  | 2011      | 2016      | 1 étape du Tour d'Espagne (2015) 3e du Tour de France (2011) 2e du Tour de Suisse (2012) 2e de Liège-bastogne-Liège (2011) |
| Julian Arredondo   | 1988      | Colombie    | 2014      | 2016      | Classement de la montagne du Tour d'Italie (2014) 1 étape du Tour d'Italie (2014) |
| Niccolo Bonifazio  | 1993      | Italie      | 2016      | 2016      | 1 étape du Tour de Pologne (2016) |
| Alberto Contador   | 1982      | Espagne     | 2017      | 2017      | 1 étape du Tour d'Espagne (2017) 5e du Tour d'Espagne (2017) 2e de Paris-Nice (2017) 2e du Tour de Catalogne (2017) 2e du Tour du Pays-Basque (2017) |
| Giacomo Nizzolo    | 1989      | Italie      | 2011      | 2018      | Classement par points du Tour d'Italie (2015, 2016) 1 étape du Benelux Tour (2012) 2e de la BEMER Classic (2014) 2e de la Bretagne Classic (2013) 3e de la Prudential-London Classic (2018) 3e de la Cyclassics Hamburg (2012, 2015, 2016) |
| Gregory Rast       | 1980      | Suisse      | 2011      | 2018      | 1 étape du Tour de Suisse (2013) |
| Fabio Felline      | 1990      | Italie      | 2014      | 2019      | Classement par points du Tour d'Espagne (2016) 1 étape du Tour du Pays basque (2015) 1 étape du Tour de Romandie (2017) 2e du Tour de Pologne (2016) |
| Jarlinson Pantano  | 1988      | Colombie    | 2017      | 2019      | 1 étape du Tour de Catalogne (2018) |
| John Degenkolb     | 1989      | Allemagne   | 2017      | 2019      | 1 étape du Tour de France (2018) 2e de Gand-Wevelgem (2019) 2e de l'Eschborn-Francfort (2019) 3e de l'Eschborn-Francfort (2017) |
| Richie Porte       | 1985      | Australie   | 2019      | 2020      | Tour Down Under (2020) 2 étapes du Tour Down Under (2019, 2020) 3e du Tour de France (2020) 2e du Tour Down Under (2019) |
| Alexander Kamp     | 1993      | Danemark    | 2020      | 2022      | 3e de la Bretagne Classic (2022) |
| Tony Gallopin      | 1988      | France      | 2012 2022 | 2013 2023 | Classique de Saint-Sébastien (2013) |
| Natnael Tesfatsion | 1999      | Érythrée    | 2023      | 2024      | 2e de la Cadel Evans Great Ocean Road Race (2024) |
| Jasper Stuyven     | 1992      | Belgique    | 2014      |           | Circuit Het Nieuwsblad (2020) Milan-San Remo (2021) 2 étapes du Benelux Tour (2017, 2018) 1 étape du Tour d'Espagne (2015) 2e de l'E3 Saxo Bank Classic (2024) 3e du BinckBank Tour (2017) 3e du Grand Prix de Québec (2018) |
| Bauke Mollema      | 1986      | Pays-Bas    | 2015      |           | Classique de Saint-Sébastien (2016) Tour de Lombardie (2019) 2 étapes du Tour de France (2017, 2021) 5e du Tour d'Italie (2019) 2e de la Classique de Saint-Sébastien (2018) 2e du Tour du Guangxi (2017) 2e de Tirreno-Adriatico (2015) 3e de la Classique de Saint-Sébastien (2017) |
| Edward Theuns      | 1991      | Belgique    | 2016 2019 | 2017      | 1 étape du Benelux Tour (2017) 1 étape du Tour de Turquie (2017) |
| Mads Pedersen      | 1995      | Danemark    | 2017      |           | Champion du monde (2019) Champion du Danemark sur route 2017 Champion du Danemark du contre-la-montre 2025 Classement par points du Tour d'Espagne (2022) Classement par points du Tour d'Italie (2025) Gand-Wevelgem (2020, 2024, 2025) BEMER Classic (2023) 3 étapes du Tour d'Espagne (2022) 2 étapes du Tour de France (2022, 2023) 3 étapes de Paris-Nice (2022, 2023, 2025) 1 étape du Benelux Tour (2020) 1 étape du Tour de Pologne (2020) 5 étapes du Tour d'Italie (1x 2023, 4x 2025) 1 étape du Critérium du Dauphiné (2024) 2e du Tour des Flandres (2018, 2025) 2° de l'E3 Saxo Bank (2025) 3e de Paris-Roubaix (2024, 2025) 3e du Tour des Flandres (2023) |
| Toms Skujins       | 1991      | Lettonie    | 2018      |           | 1 étape du Tour de Californie (2018) 2e de la Strade Bianche (2024) |
| Giulio Ciccone     | 1994      | Italie      | 2019      |           | Classement de la montagne du Tour d'Italie (2019) Classement de la montagne du Tour de France (2023) 2° de l'UAE Tour (2025) 2° de Liège-Bastogne-Liège (2025) 3° du Tour de Lombardie (2024) 2 étapes du Tour d'Italie (2019, 2022) 1 étape du Tour de Catalogne (2023) 1 étape du Critérium du Dauphiné (2023) |
| Juan Pedro López   | 1997      | Espagne     | 2020      |           | Meilleur jeune du Tour d'Italie (2022) |
| Quinn Simmons      | 2001      | États-Unis  | 2020      |           | 1 étape du Tour de Catalogne (2025) |
| Mattias Skjelmose  | 2000      | Danemark    | 2021      |           | Tour de Suisse (2023) Amstel Gold Race (2025) 1 étape du Tour de Suisse (2023) 1 étape de Paris-Nice (2024) 2e de la Flèche wallonne (2023) 3e du Tour du Pays basque (2024) 3° du Tour de Suisse (2024) 5° du Tour d'Espagne (2024) |
| Thibau Nys         | 2002      | Belgique    | 2023      |           | 3 étapes du Tour de Pologne (2024) 1 étape du Tour de Romandie (2024) 1 étape du Tour de Suisse (2024) |
| Jonathan Milan     | 2000      | Italie      | 2024      |           | Classement par points du Tour de France (2025) 3 étapes du Tour d'Italie (2024) 2 étapes du Tour de France (2025) 4 étapes de Tirreno-Adriatico (2024, 2025) 2 étapes de l'UAE Tour (2025) 2 étapes du Renewi Tour (2024) 2e de la BEMER Classic (2024) 2e de la Classic Brugges-La-Panne (2025) 3e de Gand-Wevelgem (2025) |

## Lidl-Trek en 2025
| Effectif 2025            | Effectif 2025     | Effectif 2025       | Effectif 2025                       |
| Cycliste                 | Date de naissance | Pays                | Équipe précédente                   |
| ------------------------ | ----------------- | ------------------- | ----------------------------------- |
| Andrea Bagioli           | 23 mars 1999      | Italie              | Soudal Quick-Step (2023)            |
| Julien Bernard           | 17 mars 1992      | France              | SCO Dijon (2015)                    |
| Giulio Ciccone           | 20 décembre 1994  | Italie              | Bardiani CSF (2018)                 |
| Simone Consonni          | 12 septembre 1994 | Italie              | Cofidis (2023)                      |
| Tim Declercq             | 21 mars 1989      | Belgique            | Soudal Quick-Step (2023)            |
| Tao Geoghegan Hart       | 30 mars 1995      | Royaume-Uni         | Ineos Grenadiers (2023)             |
| Amanuel Ghebreigzabhier  | 17 août 1994      | Érythrée            | NTT Pro Cycling (2020)              |
| Ryan Gibbons             | 13 août 1994      | Afrique du Sud      | UAE Team Emirates (2023)            |
| Daan Hoole               | 22 février 1999   | Pays-Bas            | SEG Racing Academy (2021)           |
| Lennard Kämna            | 9 septembre 1996  | Allemagne           | Red Bull-Bora-Hansgrohe (2024)      |
| Alex Kirsch              | 12 juin 1992      | Luxembourg          | WB-Aqua Protect-Veranclassic (2018) |
| Patrick Konrad           | 13 octobre 1991   | Autriche            | Bora-Hansgrohe (2023)               |
| Søren Kragh Andersen     | 10 août 1994      | Danemark            | Alpecin-Deceuninck (2024)           |
| Juan Pedro López         | 31 juillet 1997   | Espagne             | Kometa (2019)                       |
| Jonathan Milan           | 1 octobre 2000    | Italie              | Bahrain Victorious (2023)           |
| Bauke Mollema            | 26 novembre 1986  | Pays-Bas            | Belkin (2014)                       |
| Jacopo Mosca             | 29 août 1993      | Italie              | D'Amico UM Tools (2019)             |
| Thibau Nys               | 12 novembre 2002  | Belgique            | AA Drink Young Lions (2020)         |
| Sam Oomen                | 15 août 1995      | Pays-Bas            | Jumbo-Visma (2023)                  |
| Mads Pedersen            | 18 décembre 1995  | Danemark            | Stölting Service Group (2016)       |
| Quinn Simmons            | 8 mai 2001        | États-Unis          | Lux-Strading p/b Specialized (2019) |
| Mattias Skjelmose        | 26 septembre 2000 | Danemark            | Leopard Pro Cycling (2020)          |
| Toms Skujiņš             | 15 juin 1991      | Lettonie            | Cannondale-Drapac (2017)            |
| Jasper Stuyven           | 17 avril 1992     | Belgique            | Bontrager (2013)                    |
| Tim Torn Teutenberg      | 19 juin 2002      | Allemagne           | Lidl-Trek Future Racing (2024)      |
| Edward Theuns            | 30 avril 1991     | Belgique            | Team Sunweb (2018)                  |
| Mathias Vacek            | 12 juin 2002      | Tchéquie            | Gazprom-RusVelo (2022)              |
| Otto Vergaerde           | 15 juillet 1994   | Belgique            | Alpecin-Fenix (2021)                |
| Carlos Verona            | 4 novembre 1992   | Espagne             | Movistar Team (2023)                |
| Albert Philipsen         | 3 septembre 2006  | Royaume du Danemark | Tscherning Cycling Academy (2024)   |
|                          |                   |                     |                                     |
| Source : ProCyclingStats |                   |                     |                                     |

Victoires
| Victoires | Victoires                                                                    | Victoires           | Victoires | Victoires               | Victoires |
| Date      | Course                                                                       | Pays                | Classe    | Vainqueur               |           |
| --------- | ---------------------------------------------------------------------------- | ------------------- | --------- | ----------------------- | --------- |
| 5 fév.    | 1re étape du Tour de la Communauté valencienne                               | Espagne             | 2.Pro     | Lidl-Trek               |           |
| 9 fév.    | 5e étape du Tour de la Communauté valencienne                                | Espagne             | 2.Pro     | Jonathan Milan          |           |
| 15 fév.   | 2e étape du Tour de la Provence                                              | France              | 2.1       | Mads Pedersen           |           |
| 16 fév.   | Classement général, Tour de la Provence                                      | France              | 2.1       | Mads Pedersen           |           |
| 17 fév.   | 1re étape du Tour des Émirats arabes unis                                    | Émirats arabes unis | 2.UWT     | Jonathan Milan          |           |
| 20 fév.   | 4e étape du Tour des Émirats arabes unis                                     | Émirats arabes unis | 2.UWT     | Jonathan Milan          |           |
| 11 mars   | 2e étape, Tirreno-Adriatico                                                  | Italie              | 2.UWT     | Jonathan Milan          |           |
| 14 mars   | 6e étape, Paris-Nice                                                         | France              | 2.UWT     | Mads Pedersen           |           |
| 16 mars   | 7e étape, Tirreno-Adriatico                                                  | Italie              | 2.UWT     | Jonathan Milan          |           |
| 21 mars   | Bredene Koksijde Classic                                                     | Belgique            | 1.Pro     | Edward Theuns           |           |
| 29 mars   | 6e étape du Tour de Catalogne                                                | Espagne             | 2.UWT     | Quinn Simmons           |           |
| 30 mars   | Gand-Wevelgem                                                                | Belgique            | 1.UWT     | Mads Pedersen           |           |
| 5 avr.    | Grand Prix Miguel Indurain                                                   | Espagne             | 1.Pro     | Thibau Nys              |           |
| 20 avr.   | Amstel Gold Race                                                             | Pays-Bas            | 1.UWT     | Mattias Skjelmose       |           |
| 21 avr.   | 1re étape du Tour des Alpes                                                  | Italie              | 2.Pro     | Giulio Ciccone          |           |
| 9 mai     | 1re étape du Tour d'Italie                                                   | Albanie             | 2.UWT     | Mads Pedersen           |           |
| 11 mai    | 3e étape du Tour d'Italie                                                    | Albanie             | 2.UWT     | Mads Pedersen           |           |
| 14 mai    | 5e étape du Tour d'Italie                                                    | Italie              | 2.UWT     | Mads Pedersen           |           |
| 20 mai    | 10e étape du Tour d'Italie                                                   | Italie              | 2.UWT     | Daan Hoole              |           |
| 23 mai    | 13e étape du Tour d'Italie                                                   | Italie              | 2.UWT     | Mads Pedersen           |           |
| 25 mai    | 15e étape du Tour d'Italie                                                   | Italie              | 2.UWT     | Carlos Verona           |           |
| 26 mai    | Championnat des États-Unis sur route                                         | États-Unis          | CN        | Quinn Simmons           |           |
| 9 juin    | 2e étape, Critérium du Dauphiné                                              | France              | 2.UWT     | Jonathan Milan          |           |
| 17 juin   | 3e étape du Tour de Suisse                                                   | Suisse              | 2.UWT     | Quinn Simmons           |           |
| 22 juin   | Andorra MoraBanc Clàssica                                                    | Andorre             | 1.1       | Mattias Skjelmose       |           |
| 24 juin   | Championnat des Pays-Bas du contre-la-montre                                 | Pays-Bas            | CN        | Daan Hoole              |           |
| 25 juin   | Championnat de Lettonie du contre-la-montre                                  | Lettonie            | CN        | Toms Skujiņš            |           |
| 26 juin   | Championnat de République tchèque du contre-la-montre                        | Tchéquie            | CN        | Mathias Vacek           |           |
| 27 juin   | Championnat d'Érythrée du contre-la-montre                                   | Érythrée            | CN        | Amanuel Ghebreigzabhier |           |
| 27 juin   | Championnat du Danemark du contre-la-montre                                  | Danemark            | CN        | Mads Pedersen           |           |
| 29 juin   | Championnat du Danemark sur route espoirs                                    | Danemark            | CN        | Søren Kragh Andersen    |           |
| 29 juin   | Championnat de République tchèque sur route                                  | Tchéquie            | CN        | Mathias Vacek           |           |
| 29 juin   | Course en ligne masculine aux championnats de Lettonie de cyclisme sur route | Lettonie            | CN        | Toms Skujiņš            |           |
| 12 juill. | 8e étape du Tour de France                                                   | France              | 2.UWT     | Jonathan Milan          |           |
| 23 juill. | 17e étape du Tour de France                                                  | France              | 2.UWT     | Jonathan Milan          |           |
| 29 juill. | 4e étape du Tour de Wallonie                                                 | Belgique            | 2.Pro     | Mathias Vacek           |           |
| 2 août    | Classique de Saint-Sébastien                                                 | Espagne             | 1.UWT     | Giulio Ciccone          |           |
| 9 août    | 5e étape du Tour de Burgos                                                   | Espagne             | 2.Pro     | Giulio Ciccone          |           |
| 12 août   | 1re étape du Tour du Danemark                                                | Danemark            | 2.Pro     | Mads Pedersen           |           |
| 14 août   | 3e étape du Tour du Danemark                                                 | Danemark            | 2.Pro     | Jakob Söderqvist        |           |

## Saisons précédentes
| - Leopard-Trek en 2011 - RadioShack-Nissan en 2012 - RadioShack-Leopard en 2013 - Trek Factory Racing en 2014 - Trek Factory Racing en 2015 - Trek-Segafredo en 2016 - Trek-Segafredo en 2017 | - Trek-Segafredo en 2018 - Trek-Segafredo en 2019 - Trek-Segafredo en 2020 - Trek-Segafredo en 2021 - Trek-Segafredo en 2022 - Lidl-Trek en 2023 - Lidl-Trek en 2024 |